# Trégourez
Trégourez is een gemeente in het Franse departement Finistère (regio Bretagne). De plaats maakt deel uit van het arrondissement Châteaulin. Trégourez telde op 1 januari 2022 952 inwoners.

## Geografie
De oppervlakte van Trégourez bedroeg op 1 januari 2022 17,72 vierkante kilometer; de bevolkingsdichtheid was toen 53,7 inwoners per km².

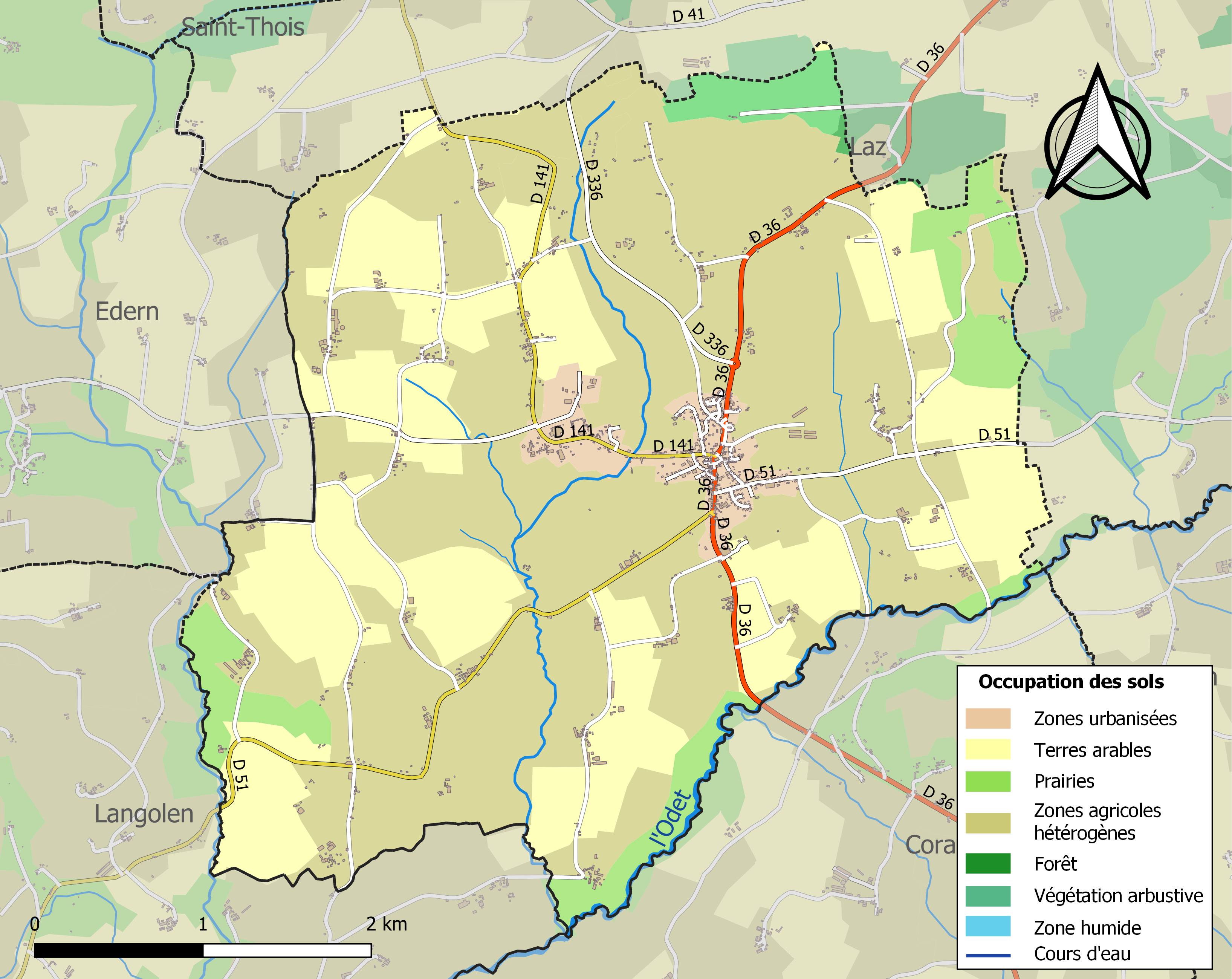
Kaart van de gemeente met belangrijkste infrastructuur, bodemgebruik en omliggende gemeenten

## Demografie
Onderstaande figuur toont het verloop van het inwonertal (bron: INSEE-tellingen).